# ノーティボーイ (ゲーム)
『ノーティボーイ』 (英:NAUGHTY BOY) は、ジャパン・レジャー(後のジャレコ)より1982年に稼働されたアーケード用アクションゲーム。

## 概要
自機の少年を操作し、投石で敵を倒しつつ、画面上部にある城のドクロの旗を全て破壊するのがゲームの目的で、投石はボタンを押す長さで飛距離が変わり、当たり判定は石の着地点のみしか無いのがゲームの特徴となっている。
旧バージョンには同じ地点に留まりスコアを稼ぎ続けられる永久パターンが存在し、時間経過で特定地点の地形が消える対策バージョン(新バージョン)が作られている。
ジャレコの創業者であり初代社長である金沢義秋はインタビューにてジャパン・レジャー創業当時の1970年代を振り返り、下請けに当時流行していたブロック崩しや『スペースインベーダー』と似たようなゲームを開発してもらいリリースしていた事、当時はまだ著作権に対してうるさくなく、ジャレコ以外の各社も皆ブロック崩しや『スペースインベーダー』と同じようなゲームを作っていた事、インベーダーブームが収束した後、ジャレコを含めたゲーム業界の間でコピーゲームではなく「オリジナルゲームを作らなければならない」という風潮が出てきた事、ジャレコはオリジナルタイトルを作るという方針に決め、その後カワ電子技研の河という人物に出会い、彼にジャレコのオリジナルゲームの開発を依頼した事、そうして誕生したのが『ノーティボーイ』であったといった事を語り、本作をジャレコの初オリジナルタイトルとして回想している。また、書籍『ジャレコ・アーカイブズ』においても、ジャパン・レジャーが初めて販売したビデオゲームであるブロック崩し『パイルブレーク』(1978年・開発元はショウエイ)、初めてジャパン・レジャーの自社名が記されたインベーダーゲーム『スペースコンバット』(1979年・開発元は不明)、英国センチュリー社開発の『コスモス』、『ダークワーリアー』(共に1981年)といったタイトルに触れつつ、本作を「ジャレコ・オリジナルタイトル第1弾」、「ジャレコ初オリジナルタイトル」と紹介している。

## ゲーム内容
1レバーと1ボタンで自機である「腕白坊主」を操作。レバーで自機を動かし、ボタンで投石する。投石はボタンを押した長さにより飛距離が変わり、長く押すほど石を遠くに飛ばす事ができる。石は着地点にしか攻撃判定は無く、障害物越しに遠くの敵を倒す事ができる。ステージにある地形は一部を除き投石で破壊する事が可能。画面上部にある城のドクロの旗を投石で全て破壊するとステージクリアとなり、次のステージへと進む。なお、画面の左右は繋がっており、自機や敵が行き来する事ができる。
敵はモンスター、ゴースト、ロボットの3種類がいて、投石で倒すとスコアが入る。また、池や地面から現れ炎を吹きかける、倒す事のできないドラゴンといった敵も登場する。アイテムとしてステージ開始からしばらくすると出現する「?」マークがあり、これに投石を当てるとチャンスタイムとなる。チャンスタイム中は敵に当たってもミスしなくなり、「?」マークのあった場所に敵の好物が現れ、敵がそこに群がるようになる。また、ステージ中には扉で仕切られた小部屋であるトーチカが存在する。トーチカには敵が侵入してこないため一方的に攻撃する事ができるが、トーチカに表示されてあるタイマーが0になると扉が消滅し、安全地帯ではなくなる。
全8ステージ構成のループゲームで、ステージ5から8はステージ1から4と同じ地形だが、敵配置が異なっている。また、2ステージごとにボーナスステージが挟まる。ボーナスステージは燃料が切れるまでの間飛行船から物を地上の敵にめがけて投擲するというもので、物が敵にぶつかった箇所によってボーナス得点は変化する。
敵に触れるなどするとミスとなり、残機が全て無くなるとゲームオーバー。クレジットを投入する事でゲームオーバーになったステージから再開する事ができる。

## 移植版
| No. | タイトル         | 発売日        | 対応機種        | 開発元                | 発売元     | メディア                              | 型式    | 備考                               | 出典              |
| --- | ---------------- | ------------- | --------------- | --------------------- | ---------- | ------------------------------------- | ------- | ---------------------------------- | ----------------- |
| 1   | ノーティーボーイ | 1983年        | PV-1000         |                       | カシオ     | ロムカセット                          | GPA-112 |                                    |                   |
| 2   | ノーティボーイ   | 2020年6月4日  | Nintendo Switch | ハムスター (移植担当) | ハムスター | ダウンロード (アーケードアーカイブス) | -       | 旧バージョンと新バージョンを収録。 | [ 7 ] [ 8 ] [ 9 ] |
| 2   | ノーティボーイ   | 2020年6月18日 | PlayStation 4   | ハムスター (移植担当) | ハムスター | ダウンロード (アーケードアーカイブス) | -       | 旧バージョンと新バージョンを収録。 | [ 7 ] [ 8 ] [ 9 ] |

PV-1000版
『ノーティーボーイ』名義でリリースされている。